# الافان
الافان (به لاتین: Alafan) یک سکونتگاه مسکونی در اندونزی است که در آچه واقع شده‌است.

## خصوصیات
الافان ۴٬۴۷۹ نفر جمعیت دارد.